# 植村政泰
植村 政泰（うえむら まさやす）は、江戸時代前期の旗本。
植村氏は清和源氏の一流である摂津源氏の流れを汲む美濃源氏の嫡流・土岐氏の末裔を称する。
徳川秀忠の小姓となり、のちに大番に列する。常陸国鹿島郡で100石を領する。